# Adolf Šimperský
Adolf Šimperský (ur. 5 sierpnia 1909 w Břevnovie, zm. w 15 lutego 1964) – czechosłowacki piłkarz, reprezentant kraju, grający na pozycji pomocnika.

## Kariera klubowa
Šimperský dołączył do Slavii Praga w wieku 18 lat. Ze Slavią Šimperský został mistrzem Czechosłowacji w sezonach 1928/29, 1929/30, 1930/31, 1932/33, 1933/34, 1934/35. 
Na początku 1937 roku pomocnik przeniósł się do drugoligowego wówczas klubu SK Slezská Ostrava, z którym na koniec sezonu 1936/37 wywalczył awans do najwyższej klasy rozgrywkowej. Po sezonie 1937/38, w którym Šimperský strzelił dla Ostrawy pięć goli, zakończył karierę.

## Kariera reprezentacyjna
Karierę reprezentacyjną rozpoczął 1 stycznia 1930 w meczu przeciwko Hiszpanii, przegranym 0:1. W 1934 został powołany przez trenera Karela Petrů na Mistrzostwa Świata. Czechosłowacja podczas turnieju została wicemistrzem świata, przegrywając finałowy mecz z Włochami. 
Šimperský podczas Mundialu nie zagrał w żadnym spotkaniu. Po raz ostatni w reprezentacji zagrał 19 marca 1933 w przegranym 0:2 spotkaniu z Węgrami. Łącznie w latach 1930–1933 zagrał w 11 spotkaniach w drużynie narodowej. 
| Mecze i gole w reprezentacji | Mecze i gole w reprezentacji | Mecze i gole w reprezentacji | Mecze i gole w reprezentacji | Mecze i gole w reprezentacji | Mecze i gole w reprezentacji | Mecze i gole w reprezentacji |
| #                            | Data                         | Miasto                       | Przeciwnik                   | Gol                          | Wynik                        | Rozgrywki                    |
| ---------------------------- | ---------------------------- | ---------------------------- | ---------------------------- | ---------------------------- | ---------------------------- | ---------------------------- |
| 1.                           | 01.01.1930                   | Barcelona                    | Hiszpania                    |                              | 0:1                          | towarzyski                   |
| 2.                           | 12.01.1930                   | Lizbona                      | Portugalia                   |                              | 0:1                          | towarzyski                   |
| 3.                           | 01.05.1930                   | Praga                        | Węgry                        |                              | 1:1                          | towarzyski                   |
| 4.                           | 11.05.1930                   | Colombes                     | Francja                      |                              | 3:2                          | towarzyski                   |
| 5.                           | 21.09.1930                   | Antwerpia                    | Belgia                       |                              | 3:2                          | towarzyski                   |
| 6.                           | 26.10.1930                   | Budapeszt                    | Węgry                        |                              | 1:1                          | towarzyski                   |
| 7.                           | 22.03.1931                   | Praga                        | Węgry                        |                              | 3:3                          | Puchar Europy Centralnej     |
| 8.                           | 12.04.1931                   | Wiedeń                       | Austria                      |                              | 1:2                          | Puchar Europy Centralnej     |
| 9.                           | 15.11.1931                   | Rzym                         | Włochy                       |                              | 2:2                          | Puchar Europy Centralnej     |
| 10.                          | 20.03.1932                   | Praga                        | Węgry                        |                              | 1:3                          | towarzyski                   |
| 11.                          | 19.03.1933                   | Budapeszt                    | Węgry                        |                              | 0:2                          | towarzyski                   |

## Sukcesy
Czechosłowacja
- Mistrzostwa Świata 1934: 2. miejsce

Slavia Praga
- Mistrzostwo Czechosłowacji (6): 1928/29, 1929/30, 1930/31, 1932/33, 1933/34, 1934/35